# البطولات الوطنية الأمريكية 1931 (كرة مضرب)
قائمة بالأبطال في 1931 البطولات الوطنية الأمريكية لكرة المضرب (المعروفة الآن باسم أمريكا المفتوحة):

## الكبار

### فردي رجال
إلسورث فاينس هزم  جورج لوت 7-9 6-3 9-7 7-5

### فردي سيدات
هيلين ويلز مودي هزم  إيلين بانيت وايتنغستال 6-4, 6-1